# 最&高
「最&高」（さいあんどこう）は、2016年4月20日に発売されたきゃりーぱみゅぱみゅの12枚目のシングル。
表題曲は、きゃりー自身が出演したコカ・コーラのテレビCMソングとして中田ヤスタカのプロデュースで制作された。CMではポップでファンタジーという従来のきゃりーの世界観に加えて素のエモーショナルな味付けも加えられ、中田はそのストーリーとのリンクを意識して本曲を制作した。曲は「デビュー5周年を前にした今だからこそ言える（ファンへの）感謝の気持ち」を歌った、5周年の記念ソングという位置づけであり、きゃりーは「すごくメッセージ性の濃い曲」と表現している。

## 収録曲
全作詞・作曲・編曲：中田ヤスタカ
補作曲：バーナード・サムナー (M-1)
1. 最&高
  - コカ・コーラ スタンプボトルCMソング
2. コスメティックコースター
  - ユニバーサル・スタジオ・ジャパン きゃりーぱみゅぱみゅ XRライド テーマソング
3. もんだいガール -extended mix-
4. 最&高 -instrumental-
5. コスメティックコースター -instrumental-

### 初回限定盤DVD
1. No No No
2. CANDY CANDY
3. チェリーボンボン
4. きらきらキラー
5. こいこいこい
6. もったいないとらんど
7. Crazy Party Night ～ぱんぷきんの逆襲～
8. もんだいガール

いずれも2015年に行なった国内ホールツアー「Crazy Party Night 2015」からセレクトしたもの。

## アートワーク
アートワークは前作までと同様 steve nakamura が制作し、曲のタイトル通りきゃりーの「最高」の瞬間をいくつも切り取った、躍動感のあるものになっている。

## ミュージックビデオ
冒頭できゃりーは、音楽に合わせてドラムやシンバルを叩く大型ロボットとなり、その姿はオーソドックスなウェディングケーキを模したリズムマシーンさながらである。そしてそのきゃりーが、踊る小人の群衆に囲まれながら5周年をお祝いされるというストーリーが展開される。最後にきゃりーは生身の人間に戻って、ラーメン丼風のステージで歌い踊り、小人たちの踊りもいよいよクライマックスという、カオスな世界観が表現されている。
ビデオの収録は、きゃりー自身も企画段階から参加しながら、3月半ばに都内で行なわれた。きゃりーは「私らしいユーモアも交えて表現することにこだわった」という。最後のステージがラーメン丼なのは、きゃりーと監督の田中が同じラーメン好きとして意気投合したためで、きゃりーの衣装や髪型が中華風なのもそれに合わせてのことである。またデビュー5周年にちなんで、ビデオの随所に「5」というキーワードが散りばめられた。制作スタッフは次の通り。
- 監督 - 田中秀幸
- スタイリスト - 飯嶋久美子
- ヘアメイク - スズキミナコ
- コレオグラファー - まいこ